# 鲍洛格·加博尔 (游泳运动员)
鲍洛格·加博尔（匈牙利語：Balog Gábor，1990年9月2日—）生于贝凯什乔包，是一名匈牙利男子游泳运动员，主攻仰泳。他在童年时曾从事足球运动，后来开始转攻游泳。他曾参加2008年、2012年和2016年三届夏季奥运，最好的名次是2016年里约奥运男子4×100米混合泳接力的第9名。